# Arxiprestat d'Àngels - Llémena
L'arxiprestat d'Àngels-Llémena és un dels 13 arxiprestats en què està organitzat el bisbat de Girona. Aquest està compost per 31 parròquies distribuïdes en 16 municipis de les comarques de la Garrotxa i el Gironès.

## Llistat de parròquies

### Garrotxa
- Sant Andreu (Sant Aniol de Finestres - La Barroca)
- Sant Aniol de Finestres (Sant Aniol de Finestres)[2]
- Sant Esteve de Llémena (Sant Aniol de Finestres - Sant Esteve de Llémena)
- Sant Maria de Finestres (Sant Aniol de Finestres - Santa Maria de Finestres)

### Gironès
- Sant Esteve (Bordils)
- Sant Llorenç (Canet d'Adri - Adri)
- Sant Martí (Canet d'Adri - Biert)
- Sant Vicenç (Canet d'Adri)
- Santa Cecília (Canet d'Adri - Montcal)
- Sant Feliu (Celrà)
- Sant Genís (Cervià de Ter)
- Sant Cebrià (Flaçà)[3]
- Sant Feliu (Girona - Domeny)
- Sant Pere (Juià)
- Sant Esteve (Madremanya)
- Sant Feliu (Sant Gregori - Cartellà)
- Santa maria (Sant Gregori - Ginestar)
- Sant Narcís (Sant Gregori - Taialà)
- Sant Gregori (Sant Gregori)
- Sant Medir (Sant Gregori)
- Sant Joan de Mollet (Sant Joan de Mollet)
- Sant Jordi Desvalls (Sant Jordi Desvalls)
- Sant Sadurní (Sant Julià de Ramis - Medinyà)
- Sant Julià i santa Basilissa (Sant Julià de Ramis)
- L'Assumpció de la Mare de Déu (Sant Martí de Llémena - Granollers de Rocacorba)[4]
- Sant Pere (Sant Martí de Llémena - Llorà)
- Sant Martí de Llémena (Sant Martí de Llémena)
- Santa Cecília (Sant Martí de Llémena - Les Serres)
- Sant Martí (Sant Martí Vell)
- Sant Martí (Viladasens - Fellines)
- Sant Vicenç (Viladasens)